# 平家屋敷民俗資料館

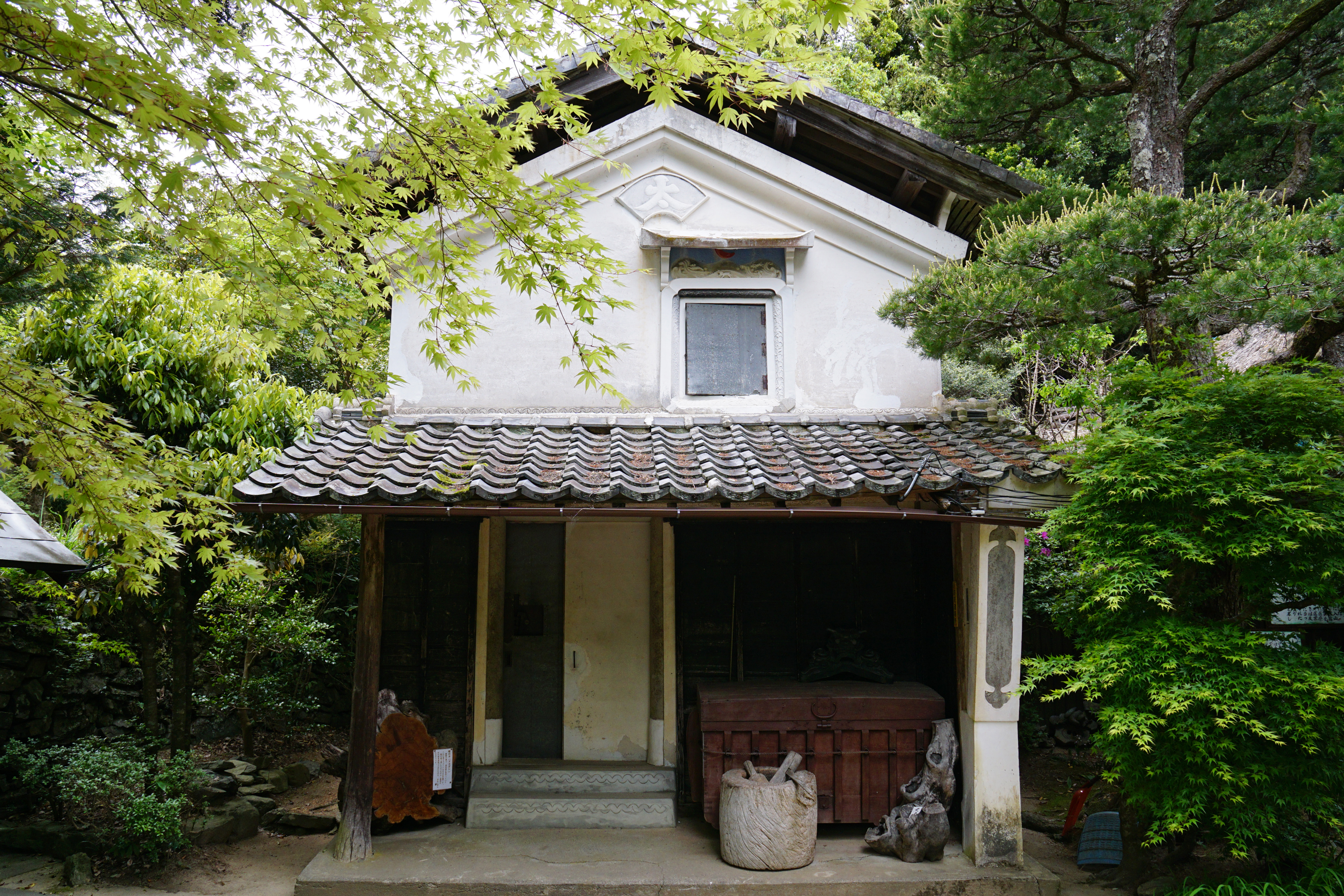
土蔵

平家屋敷民俗資料館（へいけやしきみんぞくしりょうかん）は、徳島県三好市西祖谷山村東西岡にある平家に関する博物館。主屋と土蔵は三好市指定文化財。

## 概要
平家屋敷民俗資料館は、堀川内記を祖先とする西岡家住宅を資料館としている。
堀川内記は、安徳天皇の御典医として治承・養和・寿永の頃まで宮中に仕えたが、平家の都落ちの際に安徳天皇を供奉して屋島に落ちのびた。平家滅亡の後、残党と共に入山した堀川内記は、当地である祖谷に住みついた。医業を庶民に施しながら、神官も兼ねていたという。
蜂須賀家政が阿波国へ入った際、祖谷の武士達が反旗を翻した「祖谷山反乱」が勃発する。堀川家は祖谷軍に従軍し負傷者の治療に当たったため、祖谷軍が敗れ罰せられたが、後に赦され当地の西岡の名主となり姓を西岡と改め、現在に至っている。堀川内記が所持していた４尺２寸の太刀(無名)と金弊一本と神鏡一面(三寸口柄付き)を地元神社に奉納した事が記された古く大きな木板が当家に伝来している。祖谷動乱頃か時期は定かではないが、当家から医業を継承して分かれ、祖谷川を馬で下って池田町川崎にて開業し、昭和になって山城町大歩危駅対岸の上名に移転して平成の世まで代々医業に従事した堀川医院があった。

## 文化財
三好市指定文化財
- 西岡家住宅主屋及び土蔵 - 平成21年指定[2]

## 施設概要
- 開館時間：3月-10月（8:00-18:00)、11月-2月（8:00-17:00）
- 定休日：なし

## 交通
- JR土讃線「大歩危駅」よりバスで約10分。
- 徳島自動車道「井川池田インターチェンジ」より車で約50分。